# Mirocin Średni (gmina)
Mirocin Średni – dawna gmina wiejska istniejąca w latach 1973–1976. Siedzibą władz gminy był Mirocin Średni.
Gmina Mirocin Średni została utworzona 1 stycznia 1973 w powiecie nowosolskim w woj. zielonogórskim. Gmina objęła 9 sołectw: Barcikowice, Broniszów, Jarogniewice, Książ Śląski, Mirocin Dolny, Mirocin Górny, Mirocin Średni, Radwanów i Studzieniec.
1 czerwca 1975 gmina weszła w skład nowo utworzonego (mniejszego) woj. zielonogórskiego.
15 stycznia 1976 gmina została zniesiona, a jej obszar włączony do gmin:
- Kożuchów (sołectwa Broniszów, Książ Śląski, Mirocin Dolny, Mirocin Górny, Mirocin Średni, Radwanów i Studzieniec),
- Zielona Góra  (sołectwa Barcikowice i Jarogniewice).